# Nobregaea latinervis
Nobregaea latinervis là một loài rêu trong họ Brachytheciaceae. Loài này được Hedenäs mô tả khoa học đầu tiên năm 1992.